# Klein-Gerau
Klein-Gerau (mundartlich: Kloa-Gere) ist ein Ortsteil der Gemeinde Büttelborn im südhessischen Landkreis Groß-Gerau.

## Geographie
Klein-Gerau liegt in der Westlichen Untermainebene im sogenannten Hegbach-Apfelbach-Grund und ist noch heute durch seinen überwiegend ländlichen Charakter geprägt. Durch die räumliche Entfernung und baulichen Trennung von den anderen Gemeindeteilen Büttelborns vermittelt Klein-Gerau den Eindruck einer gewissen Eigenständigkeit. Der Ort befindet sich innerhalb des Ballungsraumes Rhein-Main und zeichnet sich durch gute Verkehrsanbindungen aus. Dazu zählt neben der Rhein-Main-Bahn mit dem Bahnhof Klein-Gerau (Richtung Mainz, Wiesbaden und Darmstadt) auch die südwestlich des Ortes verlaufende A 67 inkl. Anschlussstelle (5) Büttelborn. Weiterhin führte der Ausbau des Frankfurter Flughafens zwischen 1981 und 1984 (Startbahn West) zu einer Fluglärmbelastung des Ortes. Die Hauptabflugroute der Startbahn verläuft fast direkt über den Ort hinweg.

## Geschichte

### Übersicht

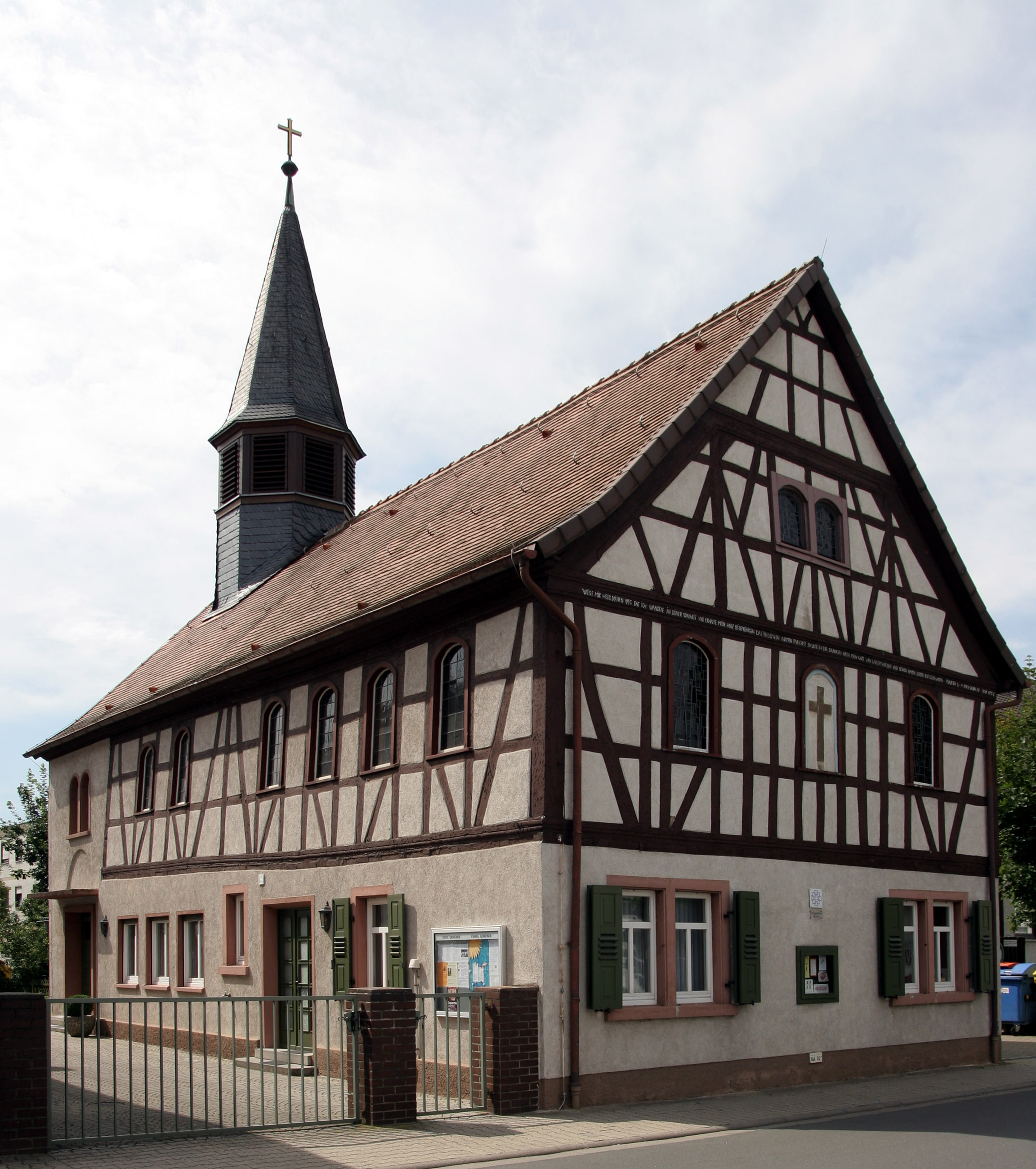
Die Evangelische Kirche

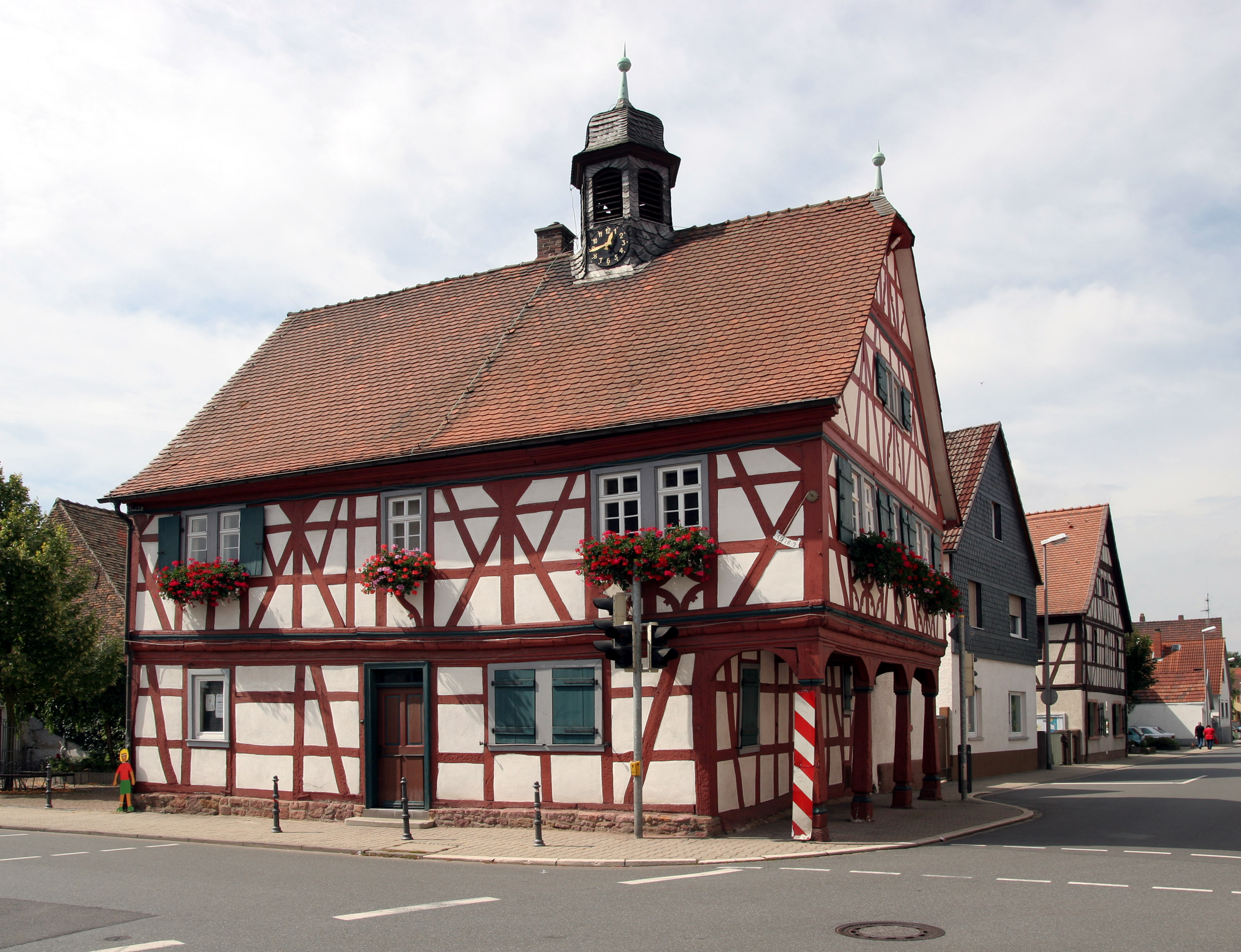
Das Alte Rathaus

Klein-Gerau wurde erstmals im Jahre 1246 als villa Weneghgerahe urkundlich erwähnt. Weitere Erwähnungen folgen unter den Ortsnamen parvum Gerahe 1280, Wenigen Gera 1318, Gera minor und Clein Gerau 1355, Cleynen Gerauwe 1383 und Wenigen Gerauw 1391. Es gehörte zur Mark Gerau und die Herren von Dornberg hatten das Dorf zu Lehen. Seine Bewohner waren weitgehend von ihrem Grundherrn abhängig. Getreideanbau und Viehzucht standen im Vordergrund und die Wälder nördlich des Mühlbach dienten als Weideflächen. Die beiden Mühlen, von denen die Eichmühle noch heute existiert, werden bereits 1303 in den Urkunden erwähnt.
Das ausgehende Mittelalter und die beginnende Neuzeit waren sehr unruhig. So wurde das Dorf 1342 in die Auseinandersetzungen zwischen Katzenelnbogen und Kurmainz gezogen und gebrandschatzt. Dem Schadensregister zufolge wurde Klein-Gerau damals stark zerstört. 1395 erfolgte erneut eine Brandschatzung durch die Hanauer. Damals war der größte Teil der Bevölkerung noch Leibeigen, wie Unterlagen belegen. Das Dorf lag zwischen zwei Höfen, der ältere im Bereich des heutigen Rathauses und der jüngere an der Einmündung der heutigen Bahnhofstraße in die Hauptstraße. Dort befanden sich auch ein kleiner Friedhof und die Kapelle St. Wendelin. Der Schmalkaldische Krieg 1546 bis 1547 führte zur Zerstörung der Kapelle und des gesamten Dorfes durch Truppen des kaiserlichen Generals Maximilian von Egmond.
Der Charakter des Dorfes veränderte sich bis zum Dreißigjährigen Krieg nicht wesentlich. Klein-Gerau hatte 150 Einwohner, als 1622 der Heerführer Peter Ernst II. von Mansfeld das Gerauer Land heimsuchte. Dann kamen noch die Schweden unter Gustav II. Adolf und in ihrem Gefolge die Pest, sodass es mehr als 50 Jahre dauerte, bis sich das Dorf von den Kriegsfolgen erholt hatte.
Ab 1700 führte die Bevölkerungszunahme zu Rodungen nördlich des Mühlbach, die erst im 20. Jahrhundert endgültig eingestellt wurden. 1729 wurde das Rathaus und 1753 ein neues Schulhaus errichtet, die heutige evangelische Kirche.
Klein-Gerau gehörte nun zu Hessen-Darmstadt und wurde bis 1820 vom Amt Rüsselsheim verwaltet, das ab 1806 zur Provinz Starkenburg des unter dem Druck Napoleon Bonapartes gegründeten Großherzogtums Hessen gehörte. Ab 1821 wurde es durch den Landratsbezirk Dornberg verwaltet, der mit der Verwaltungsreform von 1821 geschaffen wurde.
Die Statistisch-topographisch-historische Beschreibung des Großherzogthums Hessen berichtet 1829 über Klein-Gerau:

„Kleingerau (L. Bez. Dornberg) luth. Filialdorf; liegt 3⁄4 St. von Dornberg und 1⁄2 St. von Großgerau, und hat 76 Häuser und 461 Einw., die außer 2 Kath. und 27 Juden lutherisch sind. Dieses Dorf, früher Wenigengerau genannt, gehörte den Grafen von Katzenellenbogen; und als dieselben 1318 ihr Land mutscharten erhielt es Graf Berthold II. zu seinem Antheil.“

1832 wurde die Provinz Starkenburg in Kreise aufgeteilt und Klein-Gerau kam zum Kreis Groß-Gerau. Die Zugehörigkeit zu diesem Kreis wurde nur von 1848 bis 1852 unterbrochen, als das Großherzogtum durch Regierungsbezirke verwaltet wurde und Klein-Gerau zum Regierungsbezirk Darmstadt gehörte. Die zuständige Gerichtsbarkeit war von 1821 bis 1879 das Landgericht Großgerau und ab 1879 das Amtsgericht Groß-Gerau.
Der Bau der Rhein-Main-Bahn zwischen Darmstadt und Mainz verbesserte ab 1858 die wirtschaftliche Situation im Dorf ganz wesentlich. (Das heutige Empfangsgebäude des Bahnhofs stammt aus der Zeit um 1955.) Nun waren in den umliegenden Städten Arbeitsplätze erreichbar und der Absatz der Agrarerzeugnisse auf den Märkten der benachbarten Städte verbesserte das Einkommen breiterer Bevölkerungsschichten. Besonders der durch den ortsansässigen Lehrer Berz begründete Obstbau brachte zwischen 1850 und 1950 einen bescheidenen Wohlstand. Auch der Spargelanbau nahm für die nähere Region seinen Anfang in Klein-Gerau. So konnten die schlimmsten Nöte zu Zeiten der industriellen Revolution dem Dorf und seiner Bevölkerung erspart bleiben.
In der Nacht vom 17. auf den 18. April 1932 brach im Rathaus ein Feuer aus, wobei das gesamte Dachgeschoss, Teile des Obergeschosses, sowie das Uhrwerk des Glockenturms nebst Glocke zerstört wurden. Daraufhin wurde das Rathaus noch im selben Jahr wieder aufgebaut und unter Denkmalschutz gestellt.
In der 2. Hälfte des 20. Jahrhunderts trat die nebenerwerbliche Landwirtschaft immer mehr in den Vordergrund und aus dieser Umstrukturierung ging Klein-Gerau als ländliche Wohngemeinde hervor.
Am 1. Januar 1977 wurde die bis dahin selbständige Gemeinde Klein-Gerau im Rahmen der Gebietsreform in Hessen durch Gesetz mit den Nachbargemeinden Büttelborn und Worfelden zusammengeschlossen. Seither ist Klein-Gerau einer von drei Ortsteilen der neuen Gemeinde Büttelborn. Im Sommer 1996 wurde das 750-jährige Ortsjubiläum u. a. mit einem großen Straßenfest rund um das renovierte Historische Rathaus gefeiert.

### Verwaltungsgeschichte im Überblick
Die folgende Liste zeigt die Staaten und Verwaltungseinheiten, denen Klein-Gerau angehört(e):
- vor 1479: Heiliges Römisches Reich, Grafschaft Katzenelnbogen, Obergrafschaft Katzenelnbogen, Amt Dornberg
- ab 1479: Heiliges Römisches Reich, Landgrafschaft Hessen (durch Erbfall), Obergrafschaft Katzenelnbogen, Amt Rüsselsheim
- ab 1567: Heiliges Römisches Reich, Landgrafschaft Hessen-Darmstadt, Obergrafschaft Katzenelnbogen, Amt Rüsselsheim
- ab 1803: Heiliges Römisches Reich, Landgrafschaft Hessen-Darmstadt, Fürstentum Starkenburg, Amt Rüsselsheim
- ab 1806: Großherzogtum Hessen,[Anm. 2] Fürstentum Starkenburg, Amt Rüsselsheim
- ab 1815: Großherzogtum Hessen, Provinz Starkenburg, Amt Rüsselsheim
- ab 1821: Großherzogtum Hessen, Provinz Starkenburg, Landratsbezirk Dornberg[Anm. 3]
- ab 1832: Großherzogtum Hessen, Provinz Starkenburg, Kreis Groß-Gerau
- ab 1848: Großherzogtum Hessen, Regierungsbezirk Darmstadt
- ab 1852: Großherzogtum Hessen, Provinz Starkenburg, Kreis Groß-Gerau
- ab 1871: Deutsches Reich, Großherzogtum Hessen, Provinz Starkenburg, Kreis Groß-Gerau
- ab 1918: Deutsches Reich (Weimarer Republik), Volksstaat Hessen, Provinz Starkenburg, Kreis Groß-Gerau
- ab 1938: Deutsches Reich, Volksstaat Hessen, Landkreis Groß-Gerau[11][Anm. 4]
- ab 1945: Amerikanische Besatzungszone,[Anm. 5] Groß-Hessen, Regierungsbezirk Darmstadt, Landkreis Groß-Gerau
- ab 1946: Amerikanische Besatzungszone, Hessen, Regierungsbezirk Darmstadt, Landkreis Groß-Gerau
- ab 1949: Bundesrepublik Deutschland, Hessen, Regierungsbezirk Darmstadt, Landkreis Groß-Gerau
- ab 1977: Bundesrepublik Deutschland, Hessen, Regierungsbezirk Darmstadt, Landkreis Groß-Gerau, Gemeinde Büttelborn[Anm. 6]

## Bevölkerung

### Einwohnerstruktur 2011
Nach den Erhebungen des Zensus 2011 lebten am Stichtag dem 9. Mai 2011 in Klein-Gerau 3687 Einwohner. Darunter waren 324 (8,8 %) Ausländer. Nach dem Lebensalter waren 582 Einwohner unter 18 Jahren, 1557 zwischen 18 und 49, 801 zwischen 50 und 64 und 744 Einwohner waren älter. Die Einwohner lebten in 1632 Haushalten. Davon waren 516 Singlehaushalte, 507 Paare ohne Kinder und 468 Paare mit Kindern, sowie 111 Alleinerziehende und 30 Wohngemeinschaften. In 312 Haushalten lebten ausschließlich Senioren und in 1134 Haushaltungen lebten keine Senioren.

### Einwohnerentwicklung
| • 1629: | 33 Hausgesesse           |
| • 1791: | 336 Einwohner            |
| • 1800: | 348 Einwohner            |
| • 1806: | 420 Einwohner, 73 Häuser |
| • 1829: | 461 Einwohner, 76 Häuser |
| • 1867: | 536 Einwohner, 94 Häuser |

| Klein-Gerau: Einwohnerzahlen von 1791 bis 2011 | Klein-Gerau: Einwohnerzahlen von 1791 bis 2011 | Klein-Gerau: Einwohnerzahlen von 1791 bis 2011 | Klein-Gerau: Einwohnerzahlen von 1791 bis 2011 | Klein-Gerau: Einwohnerzahlen von 1791 bis 2011 |
| --- | ---------------------------------------------- | ---------------------------------------------- | ---------------------------------------------- | ---------------------------------------------- |
| Jahr |                                                |                                                |                                                | Einwohner                                      |
| 1791 | 1791                                           |                                                | 336                                            | 336                                            |
| 1800 | 1800                                           |                                                | 348                                            | 348                                            |
| 1806 | 1806                                           |                                                | 420                                            | 420                                            |
| 1829 | 1829                                           |                                                | 461                                            | 461                                            |
| 1834 | 1834                                           |                                                | 461                                            | 461                                            |
| 1840 | 1840                                           |                                                | 480                                            | 480                                            |
| 1846 | 1846                                           |                                                | 517                                            | 517                                            |
| 1852 | 1852                                           |                                                | 514                                            | 514                                            |
| 1858 | 1858                                           |                                                | 512                                            | 512                                            |
| 1864 | 1864                                           |                                                | 517                                            | 517                                            |
| 1871 | 1871                                           |                                                | 532                                            | 532                                            |
| 1875 | 1875                                           |                                                | 514                                            | 514                                            |
| 1885 | 1885                                           |                                                | 584                                            | 584                                            |
| 1895 | 1895                                           |                                                | 654                                            | 654                                            |
| 1905 | 1905                                           |                                                | 792                                            | 792                                            |
| 1910 | 1910                                           |                                                | 838                                            | 838                                            |
| 1925 | 1925                                           |                                                | 905                                            | 905                                            |
| 1939 | 1939                                           |                                                | 1.075                                          | 1.075                                          |
| 1946 | 1946                                           |                                                | 1.407                                          | 1.407                                          |
| 1950 | 1950                                           |                                                | 1.585                                          | 1.585                                          |
| 1956 | 1956                                           |                                                | 1.638                                          | 1.638                                          |
| 1961 | 1961                                           |                                                | 1.844                                          | 1.844                                          |
| 1967 | 1967                                           |                                                | 1.884                                          | 1.884                                          |
| 1972 | 1972                                           |                                                | 1.920                                          | 1.920                                          |
| 1985 | 1985                                           |                                                | ?                                              | ?                                              |
| 1997 | 1997                                           |                                                | 3.886                                          | 3.886                                          |
| 2001 | 2001                                           |                                                | 3.962                                          | 3.962                                          |
| 2008 | 2008                                           |                                                | 3.802                                          | 3.802                                          |
| 2011 | 2011                                           |                                                | 3.687                                          | 3.687                                          |
| Datenquelle: Historisches Gemeindeverzeichnis für Hessen: Die Bevölkerung der Gemeinden 1834 bis 1967. Wiesbaden: Hessisches Statistisches Landesamt, 1968. Weitere Quellen: ; nach 1977: Gemeinde Büttelborn; Zensus 2011 |                                                |                                                |                                                |                                                |

## Politik
Wappen
| | Blasonierung: „In Rot ein hakenförmiges goldenes Ortszeichen.“ |
| Wappenbegründung: In einem mit 1622 datierten Gerichtssiegel und einem weiteren von 1655 steht nur ein Schild mit einem mehrfach gebrochenen Stab. Im lokalen Schrifttum wurde er als eine Schlange gedeutet; eher handelt es sich aber um einen Gerichtsstab. Auf Grenzsteinen des 18. Jahrhunderts hat das ähnlich gestaltete Ortszeichen das Aussehen eines senkrecht gestellten Joches. So wurde es auch im Bürgermeistereisiegel von 1831 wiedergegeben. Mit der zweifellos unrichtigen Erklärung als Kesselhaken schlug es Wilhelm Diehl als Gemeindewappen in willkürlicher Umformung und in der Tingierung vor, die an die Farben des Wappens der Grafen von Katzenelnbogen als früheren Ortsherren erinnern soll. Das Wappen wurde von dem Darmstädter Heraldiker Georg Massoth gestaltet und 1927 durch das Ministerium des Innern des Volksstaates Hessen verliehen. |                                                                |

## Religion
Der erste Beleg für das Vorhandensein einer Kirche stammt aus dem Jahr 1557 als eine Kapelle als zum Wendelinaltar in Groß-Gerau gehörig belegt ist. Als Kirchenpatrone wird Wendelin erwähnt. Das Kirchenpatronat hatten Grafen von Katzenelnbogen inne. Die heutige evangelische Kirche wurde 1753 als Schulhaus errichtet.
Bis vor dem Zweiten Weltkrieg war Klein-Gerau rein evangelisch. Katholische Gottesdienste werden durch die Katholische Pfarrgemeinde St. Nikolaus von der Flüe von Büttelborn in der evangelischen Kirche abgehalten. Als kirchliche Verwaltungen sind heute für Klein-Gerau das evangelische Dekanat Groß-Gerau der  Evangelischen Kirche in Hessen und Nassau und das katholische Dekanat Rüsselsheim des Bistums Mainz zuständig.
Historische Religionszugehörigkeit
| • 1829: | 432 lutheranische (= 93,71 %), 27 jüdische (= 5,86 %) und 2 katholische (= 0,43 %) Einwohner               |
| • 1961: | 1253 evangelische (= 67,95 %), 528 (= 28,63 %) römisch-katholische Einwohner                               |
| • 2002: | 1600 evangelische (= 40,33 %), 875 (= 22,06 %) römisch-katholische und 1492 (= 37,61 %) sonstige Einwohner |

## Regelmäßige Veranstaltungen
- Sommerfest der Freiwilligen Feuerwehr Klein-Gerau (jährlich)
- Kerb organisiert vom Kerb Kloa-Gere e. V. (jährlich)
- Weihnachtsbaumverbrennen der Jugendfeuerwehr Klein-Gerau (jährlich)
- Traditionelles Volksradfahren des Rad- und Motorsportvereins Vorwärts 1908 Klein-Gerau jährlich in jedem letzte Juniwochenende
- Internationales U23-Radballturnier um den Fraport sowie U11/U13-ÜWG-Cup im Oktober in der Großsporthalle Klein-Gerau (jährlich)
- 2016 hat Klein-Gerau erstmals an der alle zwei Jahre stattfindenden Aktion „Der Kreis rollt“ teilgenommen. Die Fahrradroute verlief mitten durch den Ort, viele Vereine und Institutionen beteiligten sich mit Ständen und Ausstellungen.[19]

## Persönlichkeiten
- Johann Peter Reinheimer (1800–1875), Abgeordneter der 2. Kammer der Landstände des Großherzogtums Hessen und Bürgermeister von Klein-Gerau.